# デケイド・オブ・デカダンス
デケイド・オブ・デカダンス (Decade of Decadence）は、モトリー・クルーが1991年にリリースしたベスト・アルバム。全米アルバムチャート第2位。
1981年のデビューから10周年を記念したアルバムで、過去の各アルバムから2曲ずつ収録されているほか、アルバム未収録曲2曲、新曲3曲、日本版のみのボーナス・トラックとしてライヴ2曲が収録されている。
新曲の「プライマル・スクリーム」、セックス・ピストルズのカバー「アナーキー・イン・ザ・U.K.」はライヴでも重要なレパートリーになった。
1998年にバンドはエレクトラ・レコードを離れ自らのレーベル、モトリー・レコードを設立。その際に新たなベスト・アルバム「Greatest Hits」をリリースした為に本作は再発売がされず、現在は廃盤となっている。

## 収録曲
1. ライヴ・ワイヤー（'91リミックス） - Live Wire  [3:15]
2. ピース・オブ・ユア・アクション（'91リミックス） - Piece Of Your Action  [4:38]
3. シャウト・アット・ザ・デヴィル - Shout At The Devil [3:13]
4. ルックス・ザット・キル - Looks That Kill [4:07]
5. ホーム・スウィート・ホーム（'91リミックス） - Home Sweet Home [4:00]
6. スモーキン・イン・ザ・ボーイズ・ルーム - Smokin' In The Boys Room [3:26]
7. ガールズ、ガールズ、ガールズ - Girls,Girls,Girls [4:28]
8. ワイルド・サイド - Wild Side [4:39]
9. ドクター・フィールグッド - Dr.Feelgood [4:46]
10. キックスタート・マイ・ハート（ライヴ） - Kickstart My Heart [4:57]
11. ティーザー - Teaser [5:15]
12. ロックン・ロール・ジャンキー - Rock N' Roll Junkie [4:01]
13. プライマル・スクリーム - Primal Scream [4:44]＊新曲
14. アンジェラ - Angela [3:52]＊新曲
15. アナーキー・イン・ザ・U.K. - Anarchy In The U.K. [3:20]＊新曲
16. レッド・ホット（ライヴ） - Red Hot [3:27]＊日本盤ボーナストラック
17. ドクター・フィールグッド（ライヴ） - Dr.Feelgood [6:42]＊日本盤ボーナストラック

## 参加ミュージシャン
- ヴィンス・ニール (Vince Neil)  - ボーカル
- ミック・マーズ (Mick Mars)  - ギター
- ニッキー・シックス (Nikki Sixx)  - ベース
- トミー・リー (Tommy Lee)  - ドラム